# 大学城北駅 (合肥市)

大学城北駅（だいがくじょうきたえき）は、中華人民共和国安徽省合肥市蜀山区翡翠路と丹霞路の交差点に位置する合肥軌道交通3号線の駅。

## 歴史
- 2019年12月26日：開業[1]。

## 駅構造
島式ホーム1面2線を有する地下駅。

### のりば
案内上ののりば番号は設定されていない。
| 路線    | 方向 | 行先                             |
| ------- | ---- | -------------------------------- |
| ■ 3号線 | 北行 | 合肥西駅・合肥火車站・相城路方面 |
| ■ 3号線 | 南行 | 館駅方面                         |

## 駅周辺
- 唐潤ビル
- 銅冠広場
- 国耀星達城
- 銅冠花園
- 天時広場
  - 天宮国際ホテル
- 5F創客空間
- 大学城体育中心
- 合肥工業大学翡翠湖キャンパス
- 藍色湖畔
- 華宇・未来城
- 童話名苑

## 隣の駅
合肥軌道交通
■ 3号線
繁華大道駅 - 大学城北駅 - 工大翡翠湖校区駅